# André Corsini (santo)
Santo André Corsini (Florença, 30 de novembro de 1301 – Fiesole, 6 de janeiro de 1374) foi um religioso carmelita italiano.
Abraçou a vida religiosa em sua cidade natal. Exerceu a função de provincial na província carmelita da Toscana. Em 13 de outubro de 1349 foi nomeado bispo de Fiesole pelo papa Clemente VI. Distinguiu-se pelo zelo apostólico, prudência e amor em relação aos pobres. Foi canonizado em 29 de abril de 1629.
Teve um de Seus Parentes sendo papa, descendente de seu irmão o papa Clemente XII (1730–1740).